# Osječka pivovara
Osječka pivovara nalazi se u Donjem gradu u Osijeku koji kao grad ima tradiciju proizvodnje piva više od tri stoljeća. Glavni proizvod joj je svijetlo pivo pod nazivom Osječko. Danas pivovara godišnje proizvodi 10 milijuna litara piva i milijun litara bezalkoholnih pića.
2004. godine pivovara je uspješno izvršila rekonstrukciju postrojenja i time poboljšala kvalitetu piva. 2008. godine Osječko pivo odlučuje se na rebranding, potaknuto kontinuiranim gubljenjem domaćeg tržišnog udjela u borbi s jakim internacionalnim brandovima piva na zasićenom tržištu. Cilj rebrandinga bio je osnažiti percepciju o kvaliteti i stvoriti jedinstvenu priču kako bi se ovo pivo moglo boriti sa snažnim internacionalnim brandovima. Istraživanje tržišta, branda i njegove konkurencije dovelo je do stvaranja jedinstvene komparativne prednosti. Ona se sastoji od kombinacije diferencirajućih funkcionalnih i emocionalnih prednosti. Repozicioniranje i cjelokupna brand strategija tako je ponovno oživjela tradicionalni i oslabljeni brand u brand koji ujedinjuje tradiciju i moderno, te je relevantniji mlađoj i urbanijoj ciljnoj skupini. Na temelju platforme branda Osječkom pivu redizajniran je logotip, kao i cjelokupni vizualni identitet. Rezultati su bili vidljivi već nakon 5 mjeseci – prodaja je porasla za 15%, a urbana populacija raspravljala je o novom izgledu redizajnirane boce na forumima, blogovima i društvenim mrežama. U travnju 2009. godine Pivovara mijenja ime u Osječka pivovara d.d. Osječka pivovara d.d. najstarija je hrvatska pivovara i jedina u stopostotnom hrvatskom vlasništvu.

## Povijest
Porezne knjige iz 1697. godine spominju proizvodnju piva u Tvrđavici i Varoši, ali prvi zapisi spominju gospodina Bauera koji je proizvodio pivo još davne 1664. godine. 1695. godine podignuta je pivovara u osječkom predgrađu koja je godinu dana kasnije proizvodila 56 akova (otprilike 32 l) piva. Prvi popis stanovnika iz 1697. godine spominje postojanje pivovare locirane u predgrađu te na otoku s druge strane Drave. 1702. godine za vlasnika pivovare identificiran je Matija Holtzleitner iz Donjeg grada. Pivarski majstor Matija Reith čija je obitelj u 19. stoljeću imala pivovaru spominje se 1755. godine. 1856. godine Kajetan Šeper, koji je pivarski obrt izučio u Češkoj i Austriji, osniva pivovaru koja je preteča današnje Osječke pivovare. Godišnja proizvodnja piva iznosi 600 hl i obrt se održao do Prvoga svjetskog rata kada ga preuzima Kajetan Šeper. 1899. godine Aleksandar Bauer osniva pivovaru na glavnom trgu u Donjem gradu. Nakon Drugog svjetskog rata pivovara se, zbog nacionalizacije i lošeg poslovanja, 1956. godine pripaja osječkom poduzeću "Vinopromet". Nakon dvije godine pivovara se osamostaljuje i započinje rad kao samostalno poduzeće za proizvodnju piva, slada i leda. Od 1958. do 1965. godine pivovara se rekonstruira pa se proizvodnja povećeva sa 6 000 na 86 000 hl na godinu. Lokacija u središtu grada ograničava daljnji razvoj pa se pivovara preseljava na novu lokaciju na Zelenom polju, industrijska zona. 14. travnja 1979. godine pivovara započinje s radom na novoj lokaciji. Šest godina kasnije (1985. godine) pivovara raskida ugovor s "Vinoprometom" i postaje samostalno društveno poduzeće. 
Tijekom Domovinskog rata pivovara je pretrpjela mnogobrojne štete od artiljerijskih i tenkovskih granata, a samo na 10. svibnja 1992. je unutar pivovare palo preko 50 granata, oštetivši fermentacijske silose i radničku kantinu te zapalivši vojni kamion sa streljivom koji se nalazio unutar pivovare. Srećom, niti jedan zaposlenik nije poginuo unutar pivovare tijekom cijelog rata.
2004. godine Osječko pivo dobiva novi izgled ali i novi okus kakav znamo danas. U 2009. godini Osječko pivo prolazi rebranding, redizajn logotipa i vizualnog identiteta te raste u prodaji. Od travnja 2009. godine pivovara posluje pod novim imenom Osječka pivovara d.d.

## Izbor

### Svijetlo
Osječko svijetlo pivo je lager pivo s odmjerenom gorčinom te svijetlozlatnom bojom. Pakira se u smeđu bocu koja stabilnost i postojanost svih elemenata i sastojaka okusa, mirisa, boje i arome piva. Toči se u staklene boce, limenke, pet boce i bačve.
Osječko pivo proizvodi se prema starom, originalnom receptu i prema uputama prvih majstora pivara. Njegova proizvodnja traje oko 30 dana.
Tradicionalni način proizvodnje odnosi se ponajprije na dugotrajni proces pripreme, no tehnički i tehnološki procesi proizvodnje i distribucije energije, preuzimanja i skladištenja sirovina, kuhanja sladovine, primarne fermentacije, maturacije, stabilizacije i filtracije piva, punjenja, pakiranja i skladištenja te kontrole i upravljanja kvalitetom putem fizičko-kemijske, mikrobiološke i senzorske analitike i kontrole.

### Crno
Crno Osječko pivo bogato je hranjivim sastojcima i ima 12% ekstrakta, te 4,5% alkohola. Blago smećkaste je boje i toči se u boce, limenke i bačve.

### 1664
Osječko 1664 odlikuje se punim okusom ugodne gorčine, bogatom pjenom i vrhunskom kvalitetom. Proizvedeno je po originalnoj recepturi iz 1664. godine.

### Radler limun
Osječko Radler limun sadrži mješavinu piva i limunade, s malim postotkom alkohola (2% vol.). Prvotno prodavano kao Osječko pivo Biker od 2002. godine kao prvi radler na području Hrvatske.

### Black Radler limun
Osječko Black Radler limun sadrži mješavinu crnog piva i limunade, s malim postotkom alkohola (2% vol.). Proizvodi se od 2012. godine.

## Galerija
- Bakreni kotlovi za kuhanje samljevenoga slada
- Fermentacijski silosi
- Punionica
- Spomenik sjećanja na Domovinski rat u tadašnjoj zaposleničkoj kantini Osječke pivovare.

### Izbor
- Osječko svijetlo pivo[3]
- Osječko crno pivo[3]

## Manifestacije vezane za Osječko pivo
Svake godine (do 2009.) se u listopadu održavala manifestacija "Jesen uz Osječko" pod pokroviteljstvom Osječke pivovare. Neki od poznatijih sastava koji su nastupali na manifestaciji su: Zabranjeno Pušenje, Belfast Food, Goran Bare i plaćenici, Let 3, itd. Pivo se prodavalo po promotivnim cijenama i manifestacija je trajala tjedan dana. 2009. godine pokrenuta je nova glazbeno-kulturna manifestacija pod nazivom "Dani prvog hrvatskog piva". Sadržaji na manifestaciji bili su pivnica s tradicionalnim pivarskim jelima, zabavni program uz tamburaše i KUD-ove te pivarske igrice s bogatim nagradama. Osim navedenih manifestacija, Osječko pivo sponzor je i brojnih drugih događanja koja promiču urbanu kulturu, ali i tradiciju regije, poput, Urbanog festivala Osijek, Đakovačkih vezova, Pannonian Challengea, Dana otvorenog neba, We love music festivala te Fashion Incubatora. Dani prvog hrvatskog piva su pivarska manifestacija gdje uz zvuke tradicionalne tamburaške glazbe se mogu degustirati i tradicionalna jela.

## Poveznice
- Izvorno hrvatsko

## Vanjske poveznice
- Službene stranice Pivovare d.d.
- Osječka pivovara Hrvatska tehnička enciklopedija, portal hrvatske tehničke baštine. LZMK